# Кюркцоглу
Кюркцоглу (на гръцки: Κιουρκτσόγλου) е селище в Егейска Македония, Гърция, част от дем Полигирос в административна област Централна Македония. Кюркцоглу е разположено в центъра на Халкидическия полуостров, на главния път Солун - Галатища след Василика. Има 152 жители според преброяването от 2001 година.